# H1Z1
H1Z1은 2015년 1월 15일에 출시된 좀비 서바이벌 호러 게임이다.

## 같이 보기
- 데이즈 (비디오 게임)